# Bote & Bock
Pour les articles homonymes, voir Bock (homonymie).
Bote & Bock est une maison allemande d'édition musicale fondée à Berlin en 1838.

## Historique
Bote & Bock est une maison d'édition musicale fondée à Berlin en 1838 par Eduard Bote et Gustav Bock (1813-1863), qui avaient acheté le fonds C. W. Froehlich & Co.,.
La firme rachète ensuite les entreprises berlinoises de Moritz Westphal et Thomas Brandenburg, respectivement en 1840 et 1845, avant que Eduard Bote ne se retire des affaires en 1847. Après le départ de Bote, l'entreprise reste entre les mains de la famille Bock, sous forme de société en commandite. De 1863 à 1871, Emil Bock (1816-1871), le frère de Gustav, dirige la maison d'édition, puis Hugo Bock (1848-1932), le fils de Gustav, qui rachète Lauterbach & Kuhn à Leipzig en 1908. Les fils d'Hugo le seconde à la direction, Gustav Bock (1882-1953) à partir de 1908, et Anton Bock (1884-1945) à partir de 1911,.
La maison d'édition est entièrement détruite en 1943, puis, reformée après la Seconde Guerre mondiale, est dirigée par l'un des petits-fils de Hugo Bock, Kurt Radecke (1901-1966). À partir de 1966, elle est dirigée par Dieter Langheld (1911-1998) et par le fils de Kurt Radecke, Hans-Jürgen Radecke (né en 1932),.
En 1948, une filiale est créée à Wiesbaden.
En 1996, Bote & Bock est racheté par Boosey & Hawkes. L'entreprise combinée opère désormais sous le nom de « Boosey & Hawkes - Bote & Bock GmbH & Co. ».

## Catalogue
À l'origine, Bote & Bock publie principalement de la musique légère et de la musique de salon, comme les œuvres de Gustav Lange et d'August Conradi. Dans la seconde moitié du XIXe siècle, l'entreprise devient la principale maison d'édition d'opéras en Allemagne du Nord, publiant notamment Faust de Gounod (sous le titre de Margarethe), Die lustigen Weiber von Windsor de Nicolai, L'Africaine de Meyerbeer et des ouvrages de Flotow, Brüll, Mascagni, Kienzl et Smetana. Elle acquiert également les droits de toutes les opérettes d'Offenbach et de Waldmeister de Johann Strauss II,.
Après l'achat de Lauterbach & Kuhn, une grande partie de l'œuvre de Reger devient la propriété de Bote & Bock. Outre d'autres opéras (par exemple Die toten Augen et Tiefland de d'Albert et La campana sommersa de Respighi), la maison publie des éditions classiques à bon marché et d'importantes œuvres instrumentales de Liszt, Tchaïkovski, Anton Rubinstein, Dvořák, Paderewski, Mahler et Richard Strauss (comme la Sinfonia Domestica). Ce dernier réalise une satire de la firme dans son cycle de lieder Krämerspiegel (« Le Miroir des mercantis »),.
Après 1945, les éditions Bote & Bock se concentrent sur la musique ancienne (C.P.E. Bach, Caldara et Alessandro Scarlatti) et sur la musique contemporaine, publiant une grande partie de l'œuvre de Boris Blacher et plusieurs ouvrages d'autres compositeurs de musique nouvelle (Rudolf Wagner-Régeny (en), Giselher Klebe, Gottfried von Einem, Paul Dessau, Rudolf Kelterborn, Isang Yun, Nicolas Nabokov, Martin Christoph Redel (en), Detlev Glanert, Helmut Oehring (en) et Frank Michael Beyer (en), notamment),.